# Сборная Нигерии по футболу (до 17 лет)
Сборная Нигерии по футболу до 17 лет (англ. Nigeria national under-17 football team), также известная под прозвищем Золотые орлята (англ. Golden Eaglets) —
национальная футбольная команда, представляющая Нигерию в юношеских международных турнирах, за которую имеют право выступать игроки возрастом 17 лет и младше. Сборная контролируется Футбольной федерацией Нигерии. Главным тренером сборной является Ману Гарба.

## История
Сборная дебютировала на первом розыгрыше юношеского чемпионата мира в 1985 году в Китае, сразу же став чемпионом. the 1985 После победы сборной на чемпионате мира 2007 года в Южной Корее игроков сборной встречали в Нигерии с почестями и массовыми ликованиями. При этом в прессе поднимался вопрос о денежном вознаграждении юных игроков и их перспективах, так как многие из победителей прошлых лет не становились профессиональными футболистами, а оказывались в итоге в нищете и забвении.
Сборная Нигерии до 17 лет выигрывала юношеский чемпионат мира чаще других (5 раз). Сборная выигрывала юношеский чемпионат мира дважды подряд в 2013 и 2015 годах, став второй сборной после Бразилии, которой удалось это достижение. Также сборная Нигерии до 17 лет дважды становилась чемпионом юношеского Кубка африканских наций.
В 2017 году сборная "Золотых орлят" сенсационно не смогла пройти отбор на Чемпионат Мира в Индию, являясь действующим чемпионом.

## Достижения
Кубок африканских наций (до 17 лет):
- Победители (2): 2001, 2007
- Финалисты (2): 1995, 2013
- Третье место: 2003

Чемпионат мира (до 17 лет):
- Победители (5): 1985, 1993, 2007, 2013, 2015
- Финалисты (3): 1987, 2001, 2009

## Выступления на турнирах

### Чемпионат мира (для игроков до 17 лет)
| Чемпионат мира (до 17 лет) | Чемпионат мира (до 17 лет) | Чемпионат мира (до 17 лет) | Чемпионат мира (до 17 лет) | Чемпионат мира (до 17 лет) | Чемпионат мира (до 17 лет) | Чемпионат мира (до 17 лет) | Чемпионат мира (до 17 лет) | Чемпионат мира (до 17 лет) |
| Год                        | Раунд                      | Место                      | Матчи                      | П                          | Н*                         | П                          | МЗ                         | МП                         |
| -------------------------- | -------------------------- | -------------------------- | -------------------------- | -------------------------- | -------------------------- | -------------------------- | -------------------------- | -------------------------- |
| 1985                       | Чемпионы                   | 1-е                        | 6                          | 5                          | 1                          | 0                          | 10                         | 2                          |
| 1987                       | Финал                      | 2-е                        | 6                          | 3                          | 2                          | 1                          | 7                          | 5                          |
| 1989                       | Четвертьфинал              | 6-е                        | 4                          | 2                          | 2                          | 0                          | 7                          | 0                          |
| 1991                       | Не прошли квалификацию     | Не прошли квалификацию     | Не прошли квалификацию     | Не прошли квалификацию     | Не прошли квалификацию     | Не прошли квалификацию     | Не прошли квалификацию     | Не прошли квалификацию     |
| 1993                       | Чемпионы                   | 1-е                        | 6                          | 6                          | 0                          | 0                          | 20                         | 3                          |
| 1995                       | Четвертьфинал              | 7-е                        | 4                          | 2                          | 1                          | 1                          | 6                          | 4                          |
| 1997                       | Не прошли квалификацию     | Не прошли квалификацию     | Не прошли квалификацию     | Не прошли квалификацию     | Не прошли квалификацию     | Не прошли квалификацию     | Не прошли квалификацию     | Не прошли квалификацию     |
| 1999                       | Не прошли квалификацию     | Не прошли квалификацию     | Не прошли квалификацию     | Не прошли квалификацию     | Не прошли квалификацию     | Не прошли квалификацию     | Не прошли квалификацию     | Не прошли квалификацию     |
| 2001                       | Финал                      | 2-е                        | 6                          | 5                          | 0                          | 1                          | 14                         | 5                          |
| 2003                       | Групповой этап             | 11-е                       | 3                          | 1                          | 1                          | 1                          | 3                          | 3                          |
| 2005                       | Не прошли квалификацию     | Не прошли квалификацию     | Не прошли квалификацию     | Не прошли квалификацию     | Не прошли квалификацию     | Не прошли квалификацию     | Не прошли квалификацию     | Не прошли квалификацию     |
| 2007                       | Чемпионы                   | 1-е                        | 7                          | 6                          | 1                          | 0                          | 16                         | 4                          |
| 2009                       | Финал                      | 2-е                        | 7                          | 5                          | 1                          | 1                          | 17                         | 7                          |
| 2011                       | Не прошли квалификацию     | Не прошли квалификацию     | Не прошли квалификацию     | Не прошли квалификацию     | Не прошли квалификацию     | Не прошли квалификацию     | Не прошли квалификацию     | Не прошли квалификацию     |
| 2013                       | Чемпионы                   | 1-е                        | 7                          | 6                          | 1                          | 0                          | 26                         | 5                          |
| 2015                       | Чемпионы                   | 1-е                        | 7                          | 6                          | 0                          | 1                          | 23                         | 5                          |
| 2017                       | Не прошли квалификацию     | Не прошли квалификацию     | Не прошли квалификацию     | Не прошли квалификацию     | Не прошли квалификацию     | Не прошли квалификацию     | Не прошли квалификацию     | Не прошли квалификацию     |
| Итого                      | 11/17                      | 5 побед                    | 63                         | 47                         | 10                         | 6                          | 149                        | 43                         |